# Standleya kuhlmannii
Standleya kuhlmannii är en måreväxtart som beskrevs av Alexander Curt Brade. Standleya kuhlmannii ingår i släktet Standleya och familjen måreväxter. Inga underarter finns listade i Catalogue of Life.